# Stanisław Marczak-Oborski
Stanisław Marczak-Oborski, ps. „Dziennikarz” (ur. 26 grudnia 1921 w Dzikowie, zm. 11 sierpnia 1987 w Warszawie) – polski poeta, teatrolog, dziennikarz, krytyk literacki i tłumacz, badacz dramatu i teatru dwudziestolecia oraz powojennego życia teatralnego w Polsce; dokumentalista.

## Życiorys
Urodził się 26 grudnia 1921 w Dzikowie k. Tarnobrzega w rodzinie historyka i bibliotekarza Michała Marczaka (1886–1945) i Marii z domu Oleś. Do wybuchu II wojny światowej uczył się w I Państwowym Gimnazjum i Liceum im. Stefana Batorego w Warszawie (matura 1940). Student tajnego Uniwersytetu Warszawskiego (1940–1944), dyplom magisterski uzyskał w 1956; doktor nauk humanistycznych 1966, doktor habilitowany 1982.
Uczestnik kampanii wrześniowej. Podczas okupacji działacz podziemnego ruchu kulturalnego, kierownik tajnych teatrzyków studenckich w Warszawie, od 1942 kierował konspiracyjnym Studenckim Teatrem Eksperymentalnym, w latach 1942–1944 uczęszczał na kursy księgarskie organizowane przez firmę Gebethner i Wolff,  od stycznia 1944 redagował konspiracyjny miesięcznik literacki „Droga”. Uczestniczył w powstaniu warszawskim; napisał kilka wierszy o tej tematyce. Walczył w 6. kompanii batalionu AK Kiliński. Po upadku powstania dostał się do niemieckiej niewoli i do kwietnia 1945 przebywał w Stalagu IV B Mühlberg.
W kwietniu 1945 trafił do Krakowa, gdzie został asystentem literatury polskiej na Uniwersytecie Jagiellońskim, jednocześnie pracując w Urzędzie Wojewódzkim na stanowisku sekretarza Wydziału Kultury i Sztuki. Od sierpnia 1945, z powodu gruźlicy, przez półtora roku przebywał w Zakopanem, gdzie poddał się leczeniu. Po powrocie z kuracji w latach 1946–1948 współpracował z Polskim Radiem i prowadził audycje poetyckie. Od stycznia 1947, wspólnie z Tadeuszem Borowskim i Romanem Bratnym, redagował miesięcznik „Nurt”. Od listopada 1947 do kwietnia 1948 był także redaktorem działu teatralnego tygodnika „Świat Młodych”. Współpracował jednocześnie z innymi czasopismami: „Po prostu” (1947–1949), „Przegląd Akademicki” (1947–1948), „Pokolenia” (1947–1948), „Nowiny Literackie” (1947–1948), „Wieś” (1949–1950, 1952–1953), „Teatr” (1949–1953, 1955). W latach 1950–1952 był członkiem kolegium redakcyjnego tygodnika „Nowa Kultura”, z którym współpracował jeszcze w latach 1954–1955. Publikował recenzje w „Filmie” (1953–1954) i „Głosie Pracy” (1953).
Od września 1948 pracował w Departamencie Przedsiębiorstw Artystycznych i Rozrywkowych Ministerstwa Kultury i Sztuki jako lektor i radca działu teatralnego. Od października 1949 do 1955 był zatrudniony w Generalnej Dyrekcji Teatrów, Oper i Filharmonii na stanowiskach (kolejno) lektora, inspektora artystycznego, kierownika oddziału inspekcji i nadzoru artystycznego, naczelnika wydziału. W 1952 wykładał literaturę w Państwowej Wyższej Szkole Pedagogicznej, 
Był kierownikiem literackim kilku warszawskich teatrów. Od 1956 związany etatowo z Instytutem Sztuki PAN. W latach 1959–1964 kierował Teatrem Telewizji.
Autor publikacji, w tym poetyckich; oraz opracowań m.in. Iskier przewodnik teatralny (1964), Teatr czasu wojny 1939–1945 (1967), Kronika życia teatralnego w Polsce, 1918–1939 (1977), Teatr w Polsce 1918–1939 (1984).
Zmarł 11 sierpnia 1987 w Warszawie w wieku 65 lat. Pochowany na cmentarzu Powązkowskim (kwatera 36-3-8).

## Ordery i odznaczenia
- Krzyż Kawalerski Orderu Odrodzenia Polski
- Złoty Krzyż Zasługi (11 lipca 1955)[8]
- Srebrny Krzyż Zasługi (22 lipca 1952)[9]
- Medal 10-lecia Polski Ludowej (19 stycznia 1955)[10]

## Nagrody[2]
- Nagroda Państwowa I stopnia (zespołowa), za całokształt pracy w Teatrze Telewizji (1964)
- „Drożdże” - nagroda tygodnika „Polityka” (1968)
- Nagroda Klubu Krytyki im. Boya-Żeleńskiego za książki: Teatr czasu wojny, Życie teatralne w latach 1944–64 (1969)